# Ortenberg, Ortenau
Ortenberg là một thị xã ở huyện Ortenau trong bang Baden-Württemberg nước Đức. Đô thị Ortenberg, Ortenau có diện tích 5,66 km².